# Ezekiel Pickens
Ezekiel Pickens (* 30. März 1768 im Abbeville County, Province of South Carolina; † 23. Mai 1818 in Pendleton, South Carolina) war ein US-amerikanischer Politiker. Zwischen 1802 und 1804 war er Vizegouverneur des Bundesstaates South Carolina.

## Werdegang
Ezekiel Pickens war der Sohn von General Andrew Pickens (1739–1817), der unter anderem auch Kongressabgeordneter für South Carolina war. Sein Bruder Andrew Pickens Jr. (1779–1838) war Gouverneur von South Carolina. Dessen Sohn und Neffe von Ezekiel war Francis Wilkinson Pickens (1805–1869), der von 1860 bis 1862 ebenfalls Gouverneur von South Carolina war, das damals aus der Union austrat, um den Konföderierten Staaten beizutreten.
Pickens wuchs auf der Plantage seines Vaters auf und studierte dann an der Harvard University. Später schlug er eine politische Laufbahn ein. Er schloss sich der von Thomas Jefferson gegründeten Demokratisch-Republikanischen Partei an. Im Jahr 1802 wurde er von der South Carolina General Assembly an der Seite von James Burchill Richardson zum Vizegouverneur seines Staates gewählt. Dieses Amt bekleidete er zwischen dem 8. Dezember 1802 und dem 7. Dezember 1804. Dabei war er Stellvertreter des Gouverneurs. Nach seiner Zeit als Vizegouverneur ist er politisch nicht mehr in Erscheinung getreten. Er starb am 23. Mai 1818 (nach anderen Angaben 1813) in Pendleton.